# خزانه (فیلم ۲۰۲۱)
خزانه (انگلیسی: The Vault) یک فیلم اکشن و هیجان انگیز اسپانیایی محصول ۲۰۲۱ به کارگردانی ژاومه بالاگرو است.